# Karakatūwhero River
Der Karakatūwhero River ist ein rund 20 km langer kleiner Fluss im Nordosten der Nordinsel von Neuseeland.

## Geographie
Der Fluss entspringt im nordöstlichen Ausläufer der Raukumara Range, rund 7 km südwestlich des 992 m hohen Pukeamaru und mündet in der Kawakawa Bay, 3 km nordwestlich der kleinen Siedlung Te Araroa, in den Pazifischen Ozean. Sein Wassereinzugsgebiet beträgt 78 km².
Im Mündungsgebiet überquert der von Opotiki nach Gisborne verlaufende State Highway 35 den Fluss.

## Flora und Fauna
Im Einzugsgebiet des Flusses kann der in Neuseeland als Hochstetter's frog bekannte Frosch gefunden werden.

## Nutzung
Der Fluss wird gerne von Anglern genutzt.